# Dvočrkje
Dvóčŕkje ali dígráf je v jezikoslovju skupina dveh črk, ki skupaj označujeta en glas. Dvočrkja pozna večina jezikov, ki uporabljajo črkovno pisavo. 

## V slovenščini
V slovenščini je najznačilnejši primer dvočrkje dž v besedah džungla, džamija, džokej, budžet, ipd. V teh besedah dž predstavlja glas, ki ga ne moremo zapisati z eno črko. Poudriti velja, da obstajajo tudi slovenske besede, v katerih dž ni dvočrkje, pač pa predstavlja dva ločena glasova d-ž, npr.: odžejati, odžagati, podžupan, ipd.
Slovenščina pozna tudi dvočrkji nj in lj, vendar velja podobno opozorilo kot zgoraj. Tudi ti dve skupini črk se pogosto izgovarjata ločeno, npr. pol-je, kon-ji, ipd. Včasih se j sploh ne izgovarja, npr.: konjski.
V času uporabe bohoričice je slovenščina uporabljala tudi dvočrkja zh,ſh in sh.

## V drugih jezikih
- Hrvaška gajica uporablja dvočrkja: dž, lj, nj. Vsak izmed teh dvočrkij je za hrvaški jezik ena sama črka. Tako npr. ima beseda polje v hrvaščini 4 črke: p-o-lj-e. Hrvaška dvočrkja se zato imenujejo tudi stroga dvočrkja (dvočrkja v strogem smislu).

- Španščina pozna naslednja dvočrkja ch (č), ll (lj), qu (samo k, ne ku), rr (ostri r). Tudi v španščini vsako dvočrkje šteje za po eno črko (po prenovi iz leta 1994 jih je možno šteti tudi za po dve črki, vendar se to še ni povsem uveljavilo v praksi).

- Madžarščina pozna dvočrkja cs (č), gy (mehki dž), ly (lj), ny (nj), ty (ć), sz (s), zs (ž)

- Nemščina pozna dvočrkja ch (h), ck (k), ie (dolgi i). Poleg tega pozna nemščina tudi trigraf sch (š) in tetragraf tsch (č)

- Poljščina pozna dvočrkja ch (h), cz (č), dz (dz), dź (mehki dž), dż (trdi dž), rz (ž), sz (š)

- Vietnamščina pozna deset dvočrkij: ch, gh, gi, kh, ng, nh, ph, qu, th, tr